# Bela Vista do Paraíso
Bela Vista do Paraíso là một đô thị thuộc bang Paraná, Brasil. Đô thị này có diện tích 242,692 km², dân số năm 2007 là 16465 người, mật độ 61,7 người/km².